# Alkarab
Alkarab eller Ypsilon Pegasi (υ Pegasi, förkortat Ypsilon Peg, υ Peg) som är stjärnans Bayerbeteckning, är en ensam stjärna belägen i den mellersta delen av stjärnbilden Pegasus. Den har en skenbar magnitud på 4,40 och är synlig för blotta ögat där ljusföroreningar ej förekommer. Baserat på parallaxmätning inom Hipparcosuppdraget på ca 19,1 mas, beräknas den befinna sig på ett avstånd på ca 170 ljusår (ca 52 parsek) från solen.

## Nomenklatur
Ypsilon Pegasi har det traditionella namnet Al Karab, som härrör från den arabiska termen för "repet till hinken". År 2016 organiserade Internationella astronomiska unionen en arbetsgrupp för stjärnnamn (WGSN) med uppgift att katalogisera och standardisera riktiga namn för stjärnor. WGSN fastställde namnet Alkarab för denna stjärna den 5 september 2017 vilket ingår nu i listan över IAU-godkända stjärnnamn.

## Egenskaper
Alkarab är en gul till vit jättestjärna av spektralklass F8 III. Den har en massa som är ca 2,2 gånger större än solens massa, en radie som är ca 6 gånger större än solens och utsänder från dess fotosfär ca 42 gånger mera energi än solen vid en effektiv temperatur på ca 5  900 K.
Alkarab rör sig genom Vintergatan med en hastighet av 50,6 km/s i förhållande till solen. Dess projicerade galaktiska bana ligger mellan 18  600 och 26  300 ljusår från galaxens centrum.